# Vakhtang Gomelaouri
Vakhtang Gomelaouri (géorgien : ვახტანგ გომელაური; né le 24 décembre 1974) est un homme politique géorgien qui sert comme ministre des Affaires intérieures de Géorgie depuis le 8 septembre 2019 et un ancien chef du Service de Sécurité d'État en 2015-2019. Vakhtang Gomelauri a démissionné de son poste le 28 mai 2025.

## Biographie
Né à Tbilissi, alors capitale de la Géorgie soviétique, Vakhtang Gomelaouri est diplômé en 2003 de l'Académie d'État géorgienne d'éducation physique et de sport.
Entre 1994 et 2003, il a servi au Service spécial de protection de l'État de Géorgie. En 2003-2013, il a travaillé au Département de la police de sécurité du ministère de l'Intérieur de Géorgie. Il est également garde du corps personnel de Bidzina Ivanichvili. Il est proche de Zviad Kharazichvili, membre des forces spéciales de police, qu'il nomme à des postes à responsabilité. Ils sont associés dans une entreprise de vente d'essence.
Lorsque le parti d'opposition Rêve géorgien prend le pouvoir à la suite des élections législatives de 2012, Gomelaouri est nommé vice-ministre de l'intérieur, poste qu'il occupe entre mars 2013 et décembre 2014. Il est ensuite promu premier vice-ministre de l'intérieur jusqu'en janvier 2015, avant de servir brièvement comme ministre pendant huit mois. En août 2015, le Premier ministre Irakli Garibachvili le nomme chef du service de sécurité d'État. À la suite de la démission du Premier ministre Mamouka Bakhtadze en 2019, son successeur Guiorgui Gakharia le nomme comme son remplaçant au ministère. Il est depuis le 8 septembre 2019 ministre de l'Intérieur de la Géorgie.